# Tibeto-Birmaanse talen
De Tibeto-Birmaanse talen vormen een taalfamilie in Zuid-Azië. De groep omvat ongeveer 350 talen, die in Centraal-, Oost- en Zuid-Azië worden gesproken, bijvoorbeeld in Myanmar, Tibet, Thailand, Bhutan, Nepal, India en Pakistan.
Het totaal aantal sprekers bedraagt ca. 70 miljoen. Er zijn 32 miljoen mensen, die het Birmaans spreken, en het Birmaans is daarmee binnen de Tibeto-Birmaanse talen de taal, die het meest wordt gesproken. Andere Tibeto-Birmaanse talen, die door een miljoen of meer mensen worden gesproken, zijn het Tibetaans, Sgaw, Rakhain, Pwo, Tamang, Yangbye, Bai, de Karen-talen en het Meitei.

## Classificatie
Over de precieze classificatie van deze talen bestaat bij gebrek aan onderzoeksmateriaal geen overeenstemming en er zijn dan ook verschillende algemene indelingen gemaakt. De Tibeto-Birmaanse talen worden het meest als een deelgroep van de Sino-Tibetaanse talen beschouwd, maar sommige taalkundigen beschouwen het als twee volledig verschillende taalfamilies. De volgende indeling van George van Driem uit 2001 is algemeen aanvaard:
- Tibetobirmaans
  - Bodisch met Tibetaans, Tamang-Ghale, Tshangla, Takpa, Dhimal-Toto
  - Westhimalayaas
  - Mahakiranti met Kiranti, Newari-Thangmi, Magar-Chepang
  - Nord-Assam met Tani, Khowa-Sulung, Mijuisch, Idu-Digaru
  - Hrusisch
  - Bodo-Konyak-Jingpho met Bodo-Koch, Konyak, Jingpho-Sak
  - Kuki-Chin-Naga met Mizo-Kuki-Chin, Ao, Angami-Pochuri, Zeme, Tangkhul, Meithei, Karbi
  - Qiang-Gyalrong met Xixia-Qiang en Gyalrong
  - Nungisch
  - Karenisch
  - Lolo-Birmaans met Lolo en Birmaans
  - Overige talen: Pyu †, Dura †, Lepcha, Mru, Naxi, Tujia, Bai

Een groot deel van de Tibeto-Birmaanse protovormen is in 2003 door James Matisoff gereconstrueerd.

## Fonologie
Het Proto-Tibeto-Birmaans had naar alle waarschijnlijkheid de volgende lettergreepstructuur, die in het Tibetaans het best bewaard is gebleven:
- (M)-(M)-M(H)K(M) waarin M = medeklinker, K = klinker en H = halfklinker

M(H)K(M) is de eigenlijke stam, de eerste twee medeklinkers hoorden bij een prefix. In de meeste Tibeto-Birmaanse talen zijn deze stapelingen van medeklinkers aan het begin van een woord gereduceerd. De eindmedeklinker is altijd een van de klanken p, t, k, s, m, n, ŋ, l, r, w of j, en bijna alle lettergrepen hebben een coda. Klinkerlengte is fonematisch en tussen het prefix en de stam kan ook nog een sjwa staan.
Voor de beginmedeklinkers van de stam zijn de volgende klankovereenkomsten vastgesteld:
| Tibetobirmaans | Tibetaans | Jingpho | Birmaans | Garo     | Mizo |
| -------------- | --------- | ------- | -------- | -------- | ---- |
| *p             | p(h)      | p(h), b | p(h)     | p(h), b  | p(h) |
| *t             | t(h)      | t(h), d | t(h)     | t(h), d  | t(h) |
| *k             | k(h)      | k(h), g | k(h)     | k(h), g  | k(h) |
| *b             | b         | b, p(h) | p        | b, p(h)  | b    |
| *d             | d         | d, t(h) | t        | d, t(h)  | d    |
| *g             | g         | g, k(h) | k        | g, k(h)  | k    |
| *ts            | ts(h)     | ts, dz  | ts(h)    | s, ts(h) | s    |
| *dz            | dz        | dz, ts  | ts       | ts(h)    | f    |
| *s             | s         | s       | s        | th       | th   |
| *z             | z         | z       | s        | s        | f    |
| *h             | h         | ø       | h        | ø        | h    |
| *m             | m         | m       | m        | m        | m    |
| *n             | n         | n       | n        | n        | n    |
| *ŋ             | ŋ         | ŋ       | ŋ        | ŋ        | ŋ    |
| *l             | l         | l       | l        | r        | l    |
| *r             | r         | r       | r        | r        | r    |
| *w             | ø         | w       | w        | w        | w    |
| *j             | j         | j       | j        | ts, ds   | z    |

Er treedt soms aspiratie van medeklinkers op. Dit verschijnsel is niet fonematisch van aard, zoals in bijvoorbeeld het Thai wel het geval is.
Het Proto-Tibetobirmaanse klinkersysteem wordt verondersteld /a, o, u, i, e/ te zijn geweest. Klinkers staan nooit aan het begin van een lettergreep en van de klinkers doet in het Proto-Tibetobirmaans vrijwel uitsluitend /a/ dienst als auslaut. Anderzijds eindigen lettergrepen zeer vaak op een combinatie 'klinker + halfklinker (/j/ of /w/)'.